# アルマゲドン・タイム ある日々の肖像
『アルマゲドン・タイム ある日々の肖像』（原題:Armageddon Time）は2022年に公開されたアメリカ合衆国のドラマ映画である。監督はジェームズ・グレイ、主演はアン・ハサウェイが務めた。本作はグレイ監督が1980年代初頭に通っていたキーフォレスト校での体験を基にした半自伝的映画でもある。

## あらすじ
1980年、ニューヨークのクイーンズ地区。11歳のポールはウクライナ系ユダヤ人の一家に生まれ育ち、同地にある公立学校に通っていた。父親のアーヴィングはアメリカン・ドリームを現実のものにすべく日々懸命に働いており、決して悪い父親ではなかったが、短気に過ぎるところがあった。そのせいもあってか、ポールは祖父のアーロンに人生の導き手を見出していた。
ポールは芸術への高い関心を有していたが、その手の生徒の例に漏れず、学校の雰囲気に上手く馴染むことができずにいた。ただ、自分同様に問題児扱いされていた黒人生徒、ジョニーとは打ち解けることができた。ところが、学校のトイレでタバコを吸ったことをきっかけに、2人の友情は崩れ去っていくこととなった。そして、2人の人生の明暗もここからはっきり分かれてしまう。中流家庭に育った白人であるポールは私立学校への転校によって立ち直ることができたが、黒人の貧困家庭に育ったジョニーはそのまま転げ落ちていくしかなかったのである。

## キャスト
※括弧内は日本語吹替。
- ポール・グラフ[注 2]：バンクス・レペタ（水瀬郁）
- エスター・グラフ（ポールの母親）：アン・ハサウェイ（園崎未恵）
- アーロン・グラフ（ポールの祖父）：アンソニー・ホプキンス（浦山迅）
- アーヴィング・グラフ（ポールの父親）：ジェレミー・ストロング（関口雄吾）
- ジョニー：ジェイリン・ウェッブ（武田華）
- テッド・グラフ（ポールの兄）：ライアン・セル（島田愛野）
- トッパー・ローウェル：デイン・ウェスト（熊谷海麗）
- ターケルトーブ先生：アンドリュー・ポーク（森田順平）
- ミッキー・グラフ（ポールの祖母）：トヴァ・フェルドシャー（高島雅羅）
- ダリエンツォ：ドメニク・ランンバルドッツィ（宮田哲朗）
- フレッド・トランプ：ジョン・ディール（宮林康）
- マリアン・トランプ・バリー：ジェシカ・チャステイン（佐古真弓）

## 製作
ジェームズ・グレイ監督は『アド・アストラ』の撮影中に本作の構想を練り始めていた。そして、2019年5月16日、正式に企画が始動したと報じられた。2020年5月、ケイト・ブランシェットが本作に出演すると決まった。6月16日、ロバート・デ・ニーロ、オスカー・アイザック、アン・ハサウェイ、ドナルド・サザーランドの起用が発表された。
当初、本作の主要撮影は2021年1月にニューヨークで始まる予定だった。しかし、撮影の開始は同年10月にずれ込み、ロケ地もニュージャージー州に変更された。この間に、ブランシェット、デ・ニーロ、アイザック、サザーランドの4名は降板してしまった。
2021年10月、アンソニー・ホプキンスとジェレミー・ストロングの出演が決まると共に、バンクス・レペタ、ジェイリン・ウェッブ、ライアン・セルという3名の新人俳優が起用されることになった。2022年3月には、ドメニク・ランンバルドッツィのキャスト入りも判明した。5月9日、クリストファー・スペルマンが本作で使用される楽曲を手掛けるとの報道があった。

## 公開・マーケティング・興行収入
2022年5月19日、本作は第75回カンヌ国際映画祭でプレミア上映され、観客から約7分間のスタンディングオベーションを受けた。9月7日、本作のオフィシャル・トレイラーが公開された。10月28日、本作は全米6館で限定公開され、公開初週末に7万725ドル（1館当たり1万1712ドル）を稼ぎ出し、週末興行収入ランキング初登場25位となった。11月4日、本作の公開規模が1006館にまで公開され、週末に79万2760ドルを稼ぎ出し、週末興行収入ランキング12位となった

## 評価
本作は批評家から高く評価されている。映画批評集積サイトのRotten Tomatoesには39件のレビューがあり、批評家支持率は90%、平均点は10点満点で7.0点となっている。サイト側による批評家の見解の要約は「ジェームズ・グレイ監督が自らの過去を掘り下げていった結果、『アルマゲドン・タイム ある日々の肖像』というドラマが作り出された。俳優たちの演技は上々のもので、その郷愁の解放の仕方も新鮮である。」となっている。また、Metacriticには19件のレビューがあり、加重平均値は74/100となっている。
『タイムアウト』のロウ・トーマスは本作に5つ星評価で星4つを与え、「少年の成長譚は映画というジャンルにおいては廃れてしまった。しかし、ジェームズ・グレイはそこに新たな命を吹き込んでくれた」と評している。